# Maj Morin
Maj Karin Elvira Morin, född 18 juni 1918 i Linköping, död 25 november 2001 i Karlskoga, var en svensk tecknare, grafiker, skulptör, keramiker och textilkonstnär.
Morin var dotter till bagaren Gustav Edvin Florentin Kindgren och Hilma Katarina Gustavsson samt syster till konstnärerna Lennart Kindgren och Bertil Bagare-Kindgren. Hon vigdes 1941 med snickaren Karl Henry Morin. Morin utbildade sig som modetidningstecknare vid NKI-skolan 1952. Hon studerade därefter krokiteckning och skulptur vid olika fortbildningskurser. Hon studerade textil vid Slöjdföreningens skola 1958 och deltog i Konsthögskolans vidareutbildning i bronsgjutning 1974.
Morin har bland annat deltagit i Värmlands konstförenings höstutställningar 1956 och 1959 i Karlstad och i Karlskrona konstförenings höstsalonger 1957–1960 samt i Östgöta konstförenings höstsalong i Linköping 1960.
Kulturstipendiat i Karlskoga 1986. Studieresor till Italien 1966, 1972 och 1981. Lofoten 1980 och Paris 1984.
Bland hennes offentliga verk märks en textil utsmyckning i Karlskoga huvudbibliotek, en keramisk relief till Skolstyrelsens kansli i Örebro, textil utsmyckning för Parkskolan i Degerfors och keramiska reliefer till Servicehuset Solbringen i Karlskoga.
Morin är representerad vid Örebro läns museum, Örebro läns landsting, Örebro kommun, Karlskoga kommun, Degerfors kommun och Askersunds kommun.